# Flower Boys Next Door
Yiutjib ggotminam (hangeul : 이웃집 꽃미남 ; titre international : Flower Boys Next Door) est une série télévisée sud-coréenne en 16 épisodes de 60 minutes diffusée du 7 janvier 2013 au 25 février 2013 sur la chaîne câblée tvN en Corée du Sud. Elle met en vedette Park Shin-hye, Yoon Shi-yoon et Kim Ji-hoon,.

## Synopsis
Go Dok-mi est une timide qui, pour une raison inconnue, refuse de quitter son appartement ou d'interagir avec les gens autant que possible. Bien qu'elle ne soit jamais sortie de son appartement elle est une blogueuse populaire. Chaque jour, elle reçoit anonymement un carton de lait avec un bloc de post-it. Chaque jour, à l'aide d'une paire de jumelles jaunes, elle espionne son voisin d'en face, Han Tae-joon, dont elle est follement amoureuse, pour voir comment celui-ci prépare sa routine quotidienne, mais Tae-joon, quant à lui sort avec Seo Yeong, mais ils ne peuvent aller plus loin dans leurs relations à cause de son cousin Enrique Geum qui l'aime. Enrique, revenu de Corée pour donner son approbation à Tae-Joon, remarque que celui-ci est espionné par Dok-mi.

## Distribution
- Park Shin-hye : Go Dok-mi[3]
- Yoon Shi-yoon : Enrique Geum
- Kim Ji-hoon : Oh Jin-rak
- Go Kyung-pyo : Oh Dong-hoon
- Park Soo-jin : Cha Do-hwi
- Kim Yoon-hye : Yoon Seo-young[4]
- Kim Jung-san : Han Tae-joon
- Kim Seul-gie : Kim Seul-gi[5]
- Lee Jong-hyuk : Diseur de bonne aventure (caméo, épisode 1)
- Park Se-young : Nouvel artiste qui est similaire à Dok-mi (caméo, épisode 16)[6]

## Diffusion internationale
- tvN (2013)
- TVB J2
- MediaCorp Channel U
- Channel M
- Ecuador TV (avec le titre Bella solitaria)
- Vía X (avec le titre Bella solitaria)
- Pasiones Amérique latine (avec le titre Bella solitaria)
- Pasiones USA (avec le titre Bella solitaria)

## Réception
| Date de diffusion | Épisode | Titre de l'épisode                                                 | Tout le pays          |
| ----------------- | ------- | ------------------------------------------------------------------ | --------------------- |
| 2013-01-07        | 01      | I steal peeks at him every day                                     | 0.552                 |
| 2013-01-08        | 02      | Just leave me alone! Please!!                                      | 0.841                 |
| 2013-01-14        | 03      | First love hurts and unrequited love is sad                        | 1.228 (tvN + OnStyle) |
| 2013-01-15        | 04      | No such thing as kind lies or white lies?                          | 1.504 (tvN + OnStyle) |
| 2013-01-21        | 05      | I make up 100 reasons to meet you by chance                        | 2.515 (tvN + OnStyle) |
| 2013-01-22        | 06      | The related keywords for 'meeting' are 'fate' and 'ill-fated'      | 2.781 (tvN + OnStyle) |
| 2013-01-28        | 07      | Pride and prejudice and misunderstanding                           | 1.445 (tvN + OnStyle) |
| 2013-01-29        | 08      | There's a hazardous tunnel zone ahead                              | 1.409 (tvN + OnStyle) |
| 2013-02-04        | 09      | I love you as much as I know you, I know you as much as I love you | 1.003 (tvN + OnStyle) |
| 2013-02-05        | 10      | If you know about your enemy, see things from his eyes, not yours  | 1.390 (tvN + OnStyle) |
| 2013-02-11        | 11      | Can I go back to being the old me?                                 | 1.356                 |
| 2013-02-12        | 12      | The wind is blowing. I like you                                    | 1.470                 |
| 2013-02-18        | 13      | Is it to dream a new dream?                                        | 1.302                 |
| 2013-02-19        | 14      | Love is to see different maps at times                             | 1.121                 |
| 2013-02-25        | 15      | Love sometimes seeks a further path                                | 1.190                 |
| 2013-02-26        | 16      | Love your neighbor                                                 | 1.409                 |

Source: AGB Nielsen Korea

## Bande-originale
1. Flower Boys Next Door (titre) - 이크거북
2. Ready-Merry-Go! - Romantic Punch
3. Talkin' Bout Love - J Rabbit
4. I Wish It Was You - Lee Jung
5. Pitch Black -	Park Shin-hye
6. I Want to Date You - Yoon Shi-yoon
7. Memories of That Day - 이크거북
8. I Wake Up Because of You - Kim Seul-gie feat. Go Kyung-pyo
9. Look at Me - Son Hoyoung
10. Pitch Black (version acoustique) - Park Shin-hye
11. I Wish It Was You (Inst.)
12. Talkin' Bout Love (Inst.)
13. I Want to Date You (Inst.)
14. I Wake Up Because of You (Inst.)
15. Ready-Merry-Go! (Inst.)
16. About Her (That Woman's Story Theme) - 이크거북

### Sources
- (en) Cet article est partiellement ou en totalité issu de l’article de Wikipédia en anglais intitulé « Flower Boys Next Door » (voir la liste des auteurs).

- (ko) Cet article est partiellement ou en totalité issu de l’article de Wikipédia en coréen intitulé « 이웃집 꽃미남 » (voir la liste des auteurs).